# 布里斯本中心商業區
布里斯本中心商業區（英語：Brisbane central business district），為澳大利亞昆士蘭州府－布里斯本的市中心，是州府與市府建築、商務大廈、觀光飯店和文化建設林立的繁榮區域。座落於布里斯本河下游的兩岸，為昆士蘭州政府的所在地。

## 地理

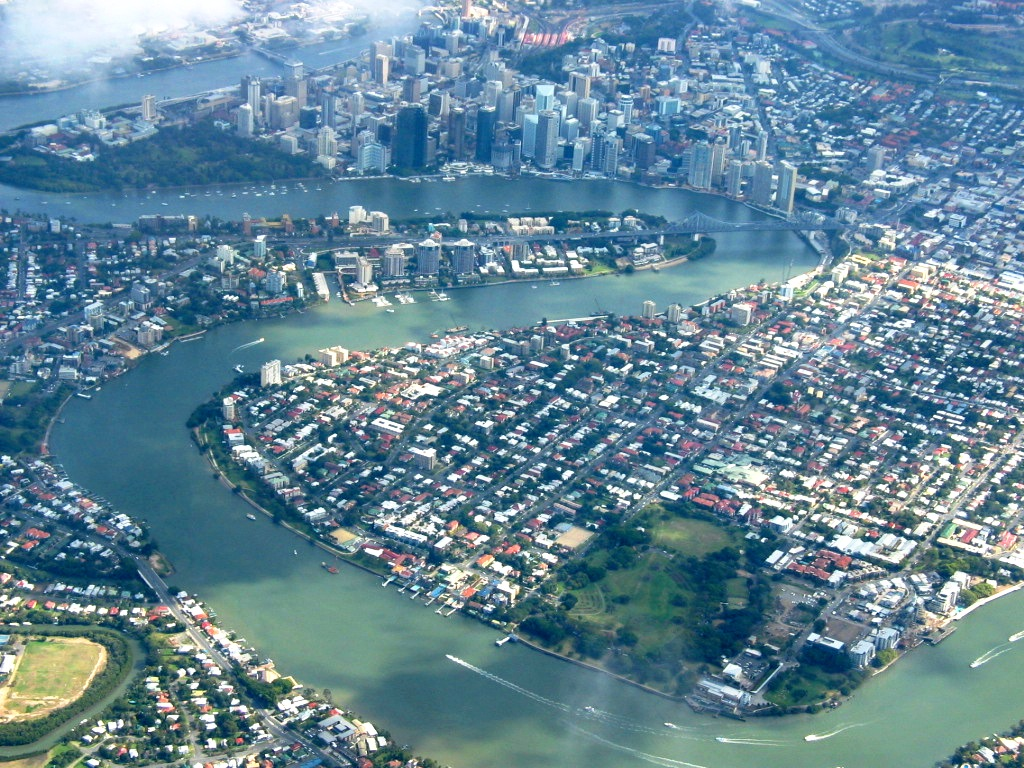
自東往西所拍攝的中央商業區

自州府成立以前的殖民區時代，布里斯本的中心商業區內的道路即經都市計劃而規劃如棋盤般地工整。這也是許多澳大利亞城市的市中心特色之一；主旨是使土地獲得最大程度的利用。根據街道的命名原則，城區內的西北和東南部份皆參考英國漢諾威王室中的男子名，而東北和西南部份則參考同一王室中的女子名。位居中央、最重要的是女王街，今闢為徒步高級購物大街。

### 房價
如同澳大利亞其他州府，布里斯本中心商業區內的民宅房價和辦公大樓租金亦歷經了多次的劇升。2008年1月，市中心內的可用為辦公室的面積有170萬平方公尺。由於從商人士的高度需求，商務辦公用地尚短缺0.7%，最高價位的辦公空間的利用率則有99.9%。

## 交通
中心商業區內建有三座陸橋以助布里斯本河岸兩邊的車流和行人方便往來，分別是庫克船長橋、維多利亞橋、威廉喬利橋；與悉尼海港大橋相若的「史多立橋」（Story Bridge）則聯結了市區東端的交通。最重要的庫克船長橋是高速公路的一部份，接連至市中心的許多要道。另外，尚建有一座「親善橋」（Goodwill Bridge）以聯結布里斯本南岸和格里菲斯大學至昆士蘭科技大學及市區的行人步道。
此區域內的「羅馬街」是州內交通聯結網的中心。無論是市內短途或州內長途的客運服務，皆自此向外延展，而使用鐵路客運通勤於市郊和市區之間的市民，亦以此為重要的下車地點。市區範圍內的布里斯本河上則有「城市貓」（CityCat），使居於河的南北岸旁的市民和昆士蘭大學學生亦暢行無阻，而沿著布里斯本河岸兩旁亦築有行人步道和自行車道以供市民散步和運動。

## 延伸閱讀
- Petrie-Terrace Brisbane 1858-1988 - Its ups and downs, R. Fisher, Boolarong, 1988 ISBN 0-86439-050-5

## 外部連結
- BRISbites: Suburban Sites (History) （页面存档备份，存于）